# Alto Río Pico
Alto Río Pico est une localité rurale argentine située dans le département de Tehuelches, dans la province de Chubut. Elle est située sur la route provinciale 64, près de la jonction avec la route provinciale 19, à 20 km de Río Pico.
Le village est situé dans une petite vallée d'un affluent du ruisseau Tromencó, où sont menées des activités agricoles et d'élevage.

## Toponymie
La localité porte le nom de l'ingénieur Octavio Pico Burgess (1837—1892), en hommage à son travail d'expert judiciaire dans le conflit frontalier entre l'Argentine et le Chili.